# Månhornsbagge

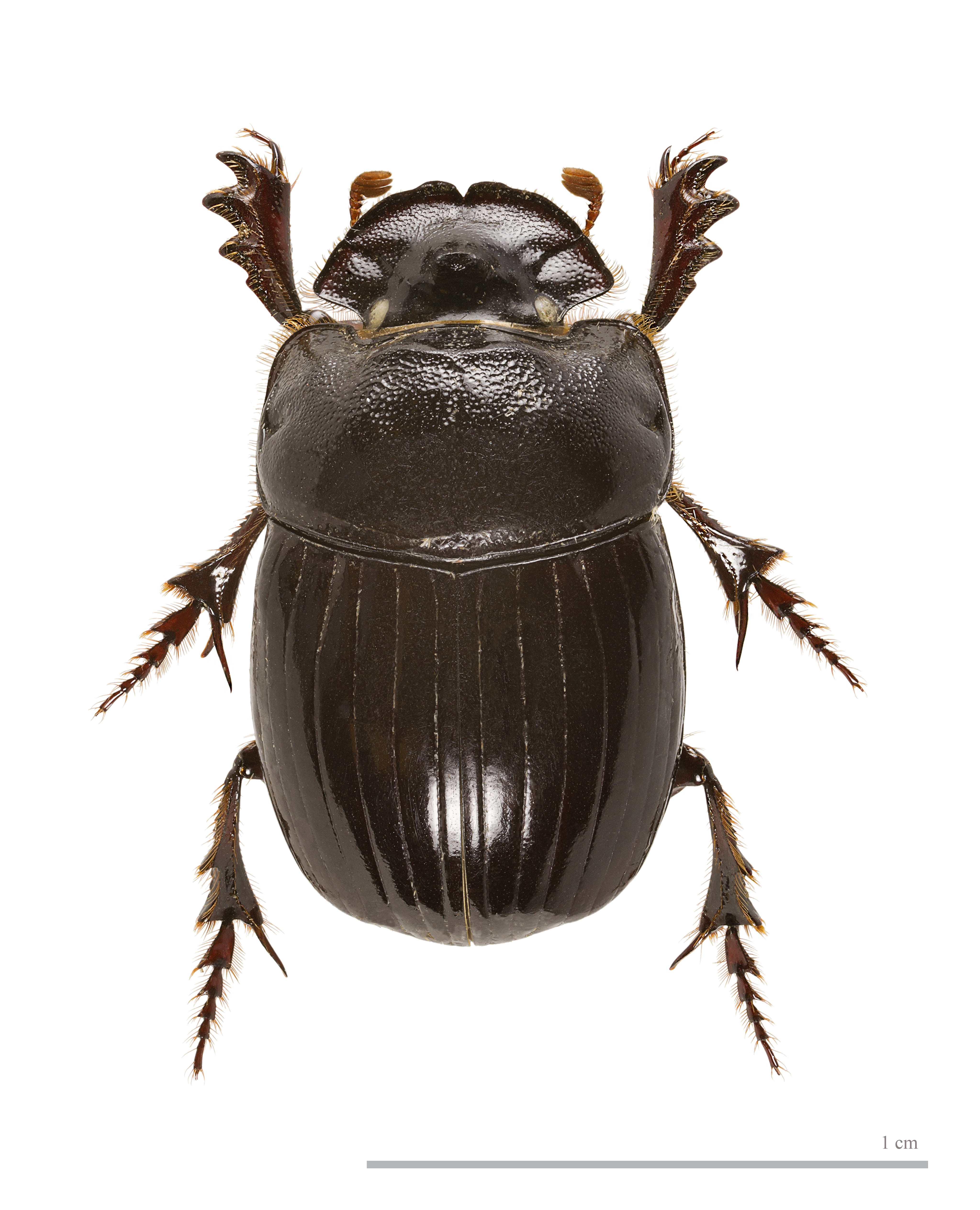
Månhornsbagge (Copris lunaris) ♀

Månhornsbagge eller Månbagge (Copris lunaris) är en skalbaggsart i familjen bladhorningar.

## Kännetecken
Månhornsbaggen har ett karakteristiskt huvudhorn, hanens längre än honans. Den är 16–24 mm lång.

## Utbredning
Den finns i en stor del av Europa. I Sverige finns den sällsynt i Skåne, Blekinge, Öland och Gotland.

## Levnadssätt
Månhornsbaggen gräver gångar under kospillning där den drar ner dynga som den sedan lägger ägg på. Larverna lever av spillningen, liksom de vuxna skallbaggarna.